# Хлевне (Липецька область)
Хлевне (рос. Хлевное) — село в Хлевенському районі Липецької області Російської Федерації. Адміністративний центр району.
Населення становить 6007  осіб. Належить до муніципального утворення Хлевенська сільрада.

## Історія
З 13 червня 1934 до 1954 року у складі Воронезької області. Відтак входить до складу Липецької області.
Згідно із законом від 2 липня 2004 року №114-оз органом місцевого самоврядування є Хлевенська сільрада.

## Населення
| 1959  | 1970  | 1979  | 1989  | 2002  | 2009  | 2010  |
| ----- | ----- | ----- | ----- | ----- | ----- | ----- |
| 4058  | ↗4712 | ↗5640 | ↗5898 | ↗6205 | ↘6142 | ↘5969 |
| 2012  | 2013  | 2014  | 2015  | 2016  | 2017  | 2018  |
| ↗5979 | ↘5918 | ↘5899 | ↘5888 | ↗5936 | ↗5961 | ↗6007 |

## Особистості
В селі народився Плотников Олексій Тихонович (1918—1984) — український радянський художник театру.